# 白族
白族是中國西南地區少數民族，列中国第14大民族。云南、贵州、湖南三省是现代白族聚居地，历史上曾建立大理国。
白族自称“白伙”（白语：Baipho，白族）、“白子”（白语剑川方言：Baipzix，白语大理方言：Baipzi，白族男人）、“白尼”（剑川：Baipyvnx，大理：Baipnivx，白族女人），或者说白语的人（剑川：Baipngvpzix ho /pɛ̰˦˨ ŋv̰̩˦˨ ʦɿ˧ xo̰˦/，大理：Baipngvzzi ho）。史书上称为“白蛮”、“白人”，明代以后称为“民家”。在云南的历史舞台上有过重要影响。唐宋元时期云南历史上一度曾经出现过白族化的过程。

## 族源与歷史

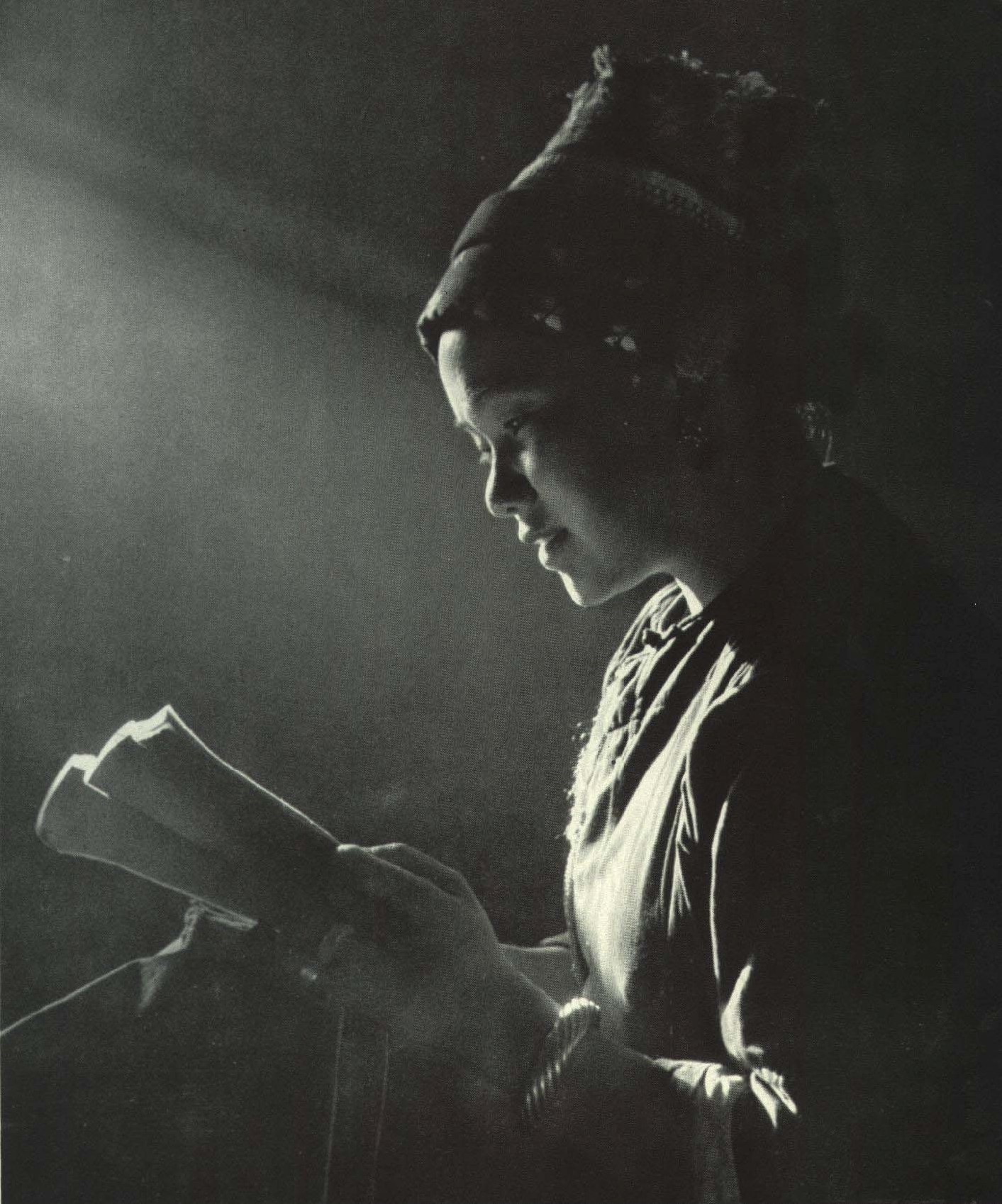
1963年的一位白族姑娘

关于白族族源有两个方面：文化意义上的族源、考古意义上的族源。
文化意义上的族源，指白族人自己认为自己从哪里来的，反映的是特定历史条件下的族源价值取向。
考古意义上的族源，则反映的是一个族群在历史上的来龙去脉，是真实意义上的族源。

### 文化族源
白族最早的文化族源是九隆传说。这个传说认为白族的先祖是哀牢山一个叫沙壹的圣母。沙壹在水里碰到一根沉木而怀孕，生下10个孩子，其中一个孩子叫九隆，其后代就是白族人。所以明代保留下来的白族墓碑上常刻有“九隆族”的字样。
南诏开始白族受佛教影响很重。白族开始产生阿育王为白族祖先的说法。
明朝开始，白族人假冒是江南人后裔。产生了“南京人”的传说。

### 考古族源
白族起源于泛洱海地带的古代人群。苍山马龙峰4000年之久的洞穴人遗址——马龙遗址，其居民马龙人就是考古能发现的最古老的白族先人。按照林谦一郎的说法，叫做“洱海人”。洱海人包括泛洱海地区的苍山马龙人，宾川白羊人，祥云大波那人和剑川海门口人。他们是白族的先人。他们创造了云南最早的青铜文明。
洱海人在漫长的历史长河中，融入了不少不同来源的人群。其中包括来自北方的氐羌系统的民族，也包括来自南方的濮人，以及自汉以来陆续迁入云南的汉人。这些不同来源的人群携带者他们本身的文化特点，丰富了白族文化。白族受汉文化影响很深。在晋朝时期，于今天大理州弥渡县境内的一个叫白崖的地方产生了一个国家性质的联盟，称为白子国。“白族”的族称“白”即源于此。白子国延续了400多年传了17代国王，后被崛起的南诏取代。在南诏时期，国力强盛，大量与汉文化互动，再加上佛教在南诏中期传入，白族作为一个新的、稳定的民族共同体得以形成。

## 白族分布

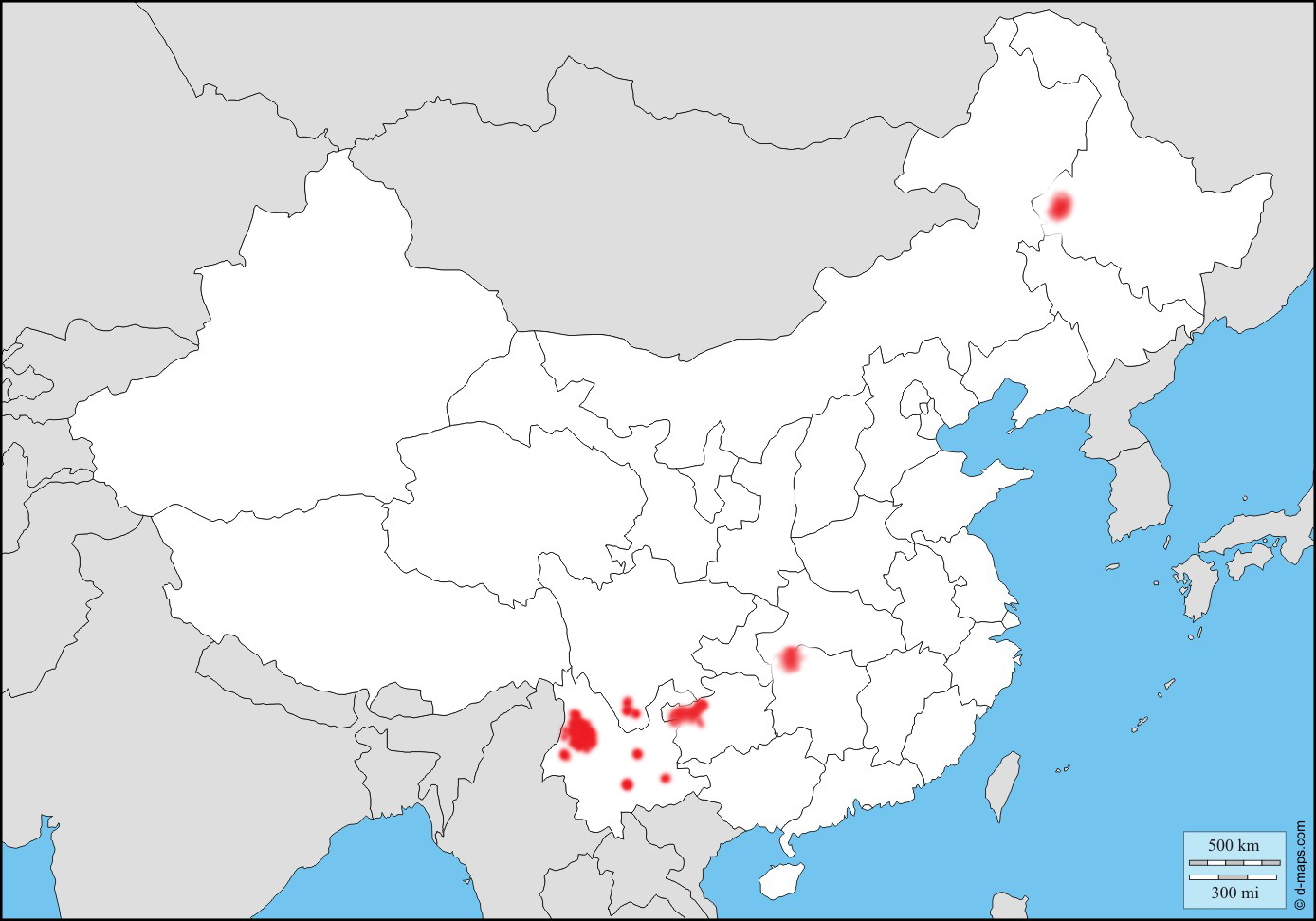
白族的分布

白族主要集中分布于云南省大理白族自治州，另外在云南的丽江市古城区、玉龙县，楚雄州南华县，昆明市西山区、五华区与安宁市（太平镇），怒江州泸水县，保山市隆阳区、临沧市凤庆县与昭通市镇雄县（坡头镇）部分地区均有集聚地；白族也是贵州、湖南与湖北的世居民族，在贵州省分布于毕节市境内，六盘水市六枝特区与水城县，湖南省则集中分布于张家界市桑植县，湖北省在分布于恩施州鹤峰县（铁炉白族乡）。
根据2000年人口普查，中国大陆有白族人口1,861,895人，占少数民族人口的1.77%，其中云南有1,505,644人，占白族人口的80.87%；贵州有187,362人，占10.06%；湖南有125,597人，占6.75%；湖北有7,173人，占0.39%。除世居地外，因工作、婚姻迁徙，各个省市区及现役军人中均有白族人口分布。

### 支系
南诏以前，白族支系众多。分布在泛洱海地带。不相从属。南诏开始，连绵近600年的云南白族化进程，整合了白民族的各个分支，部落被统一起来，语言和文化被均质化，所以白族内部差异非常小。在相近人口规模的民族中，白族的支系非常少。
白族在南诏大理时代结束后失去了云南的支配地位。从明朝开始，汉人成为云南事务的主导。汉语变成云南的共同语。在这个背景下，因为地理隔绝产生了白族支系的分化。最先分化出来的是拉玛支系。他们是泛洱海地带的白族人先人在数次战争中迁往澜沧江流域留下的后代。比较重要的几次迁徙包括：
- 1254年蒙古讨南宋。从云南征调爨白军到江南。战争结束后，部分白族人流落到湖南桑植定居繁衍至今。
- 1381年，傅有德平定洱源佛光寨叛乱。引起大量白族人西迁。
- 1449年-1550年，纳西族木氏土司与迪庆藏族争夺滇西北霸权的百年战争。木氏治下有大量的白族人和傈僳族人。繁重的兵役造成大量白族人和傈僳族人逃往澜沧江地带。
- 1673-1681年，吴三桂三藩之乱。

勒墨人是从拉玛人中分化出来的。是在第四次大迁徙中从澜沧江流域中排木瓜邑迁到怒江流域的洛本卓一带。从语言上看，勒墨白语和拉玛白语非常接近。但是勒墨人受傈僳族影响很大，各方面呈现显著差异，所以他们被划为单独的分支。
当拉玛人和勒墨人从白族主体中分化出去以后，白族主体就被方便地称为民家人，以示区分。
95%的白族人属于民家支系。
云南省以外的白族都属于民家人。
贵州省的白族有18万左右人口（2000年），自称“民家”，汉族称其为“七姓民”，主要分布在毕节市威宁县，据认为是1090年大理时代驻扎边境白子军人的后裔。地方誌資料證明，贵州白族迟至1940年代还在大量使用白语，但1949年后至今已经无人使用白语。贵州白族的民族身份于1982年获得政府承认，但同时有近一半来源可疑的“龙家人”被四舍五入划为的贵州白族。貴州與白族相關的族群除了龍家人外尚有蔡家人、盧人，他們的語言比較彼此接近，雖然與過去貴州白族所講的白語無法溝通，但也有一定比例的同源詞，因此被一些專家劃入漢白語族。但目前蔡家人屬於未識別民族，盧人則被劃入滿族。
湖南省桑植县有白族人口12万多人（2000年），自称“白尼”，是700多年前由云南迁移过去的，1258年蒙古军灭了大理后，准备包抄攻打南宋。经过长途跋涉与战争后蒙军兵源不足，于是在年在当地征白族兵，史称“寸白军”（或作“爨白军”）。1261年战争结束后寸白军被遣返云南，有部分白族军人在这个过程中流散到洞庭湖周边地区。其中有姓谷、钟、王、熊和李的几个白族兵经江西最后流落到桑植，并定居下来，其后代繁衍至今。这些后裔一直到1984年才被识别为白族。湖南白族已不再使用白语，但其语言裡保留了一些白语词汇。
此外，四川南部有少量白族村寨。另，黑龙江杜尔伯特蒙古族自治县的“站人”也是白族后裔，係清朝三藩之乱吴三桂麾下受牵连的白族官兵（1682年），被发配到北方戍边。

### 白族聚居地
- 大理白族自治州
- 兰坪白族普米族自治县

| 白族乡               | 所属省份 | 所属地市州 | 所属县市区       |
| 雨露白族乡           | 云南省   | 楚雄州     | 南华县           |
| 沙朗白族乡           | 云南省   | 昆明市     | 五华区           |
| 金山白族乡           | 云南省   | 丽江市     | 古城区           |
| 金江白族乡           | 云南省   | 丽江市     | 古城区           |
| 石头白族乡           | 云南省   | 丽江市     | 玉龙纳西族自治县 |
| 九河白族乡           | 云南省   | 丽江市     | 玉龙纳西族自治县 |
| 老窝白族乡           | 云南省   | 怒江州     | 泸水县           |
| 洛本卓白族乡         | 云南省   | 怒江州     | 泸水县           |
| 瓦马彝族白族乡       | 云南省   | 保山市     | 隆阳区           |
| 杨柳白族彝族乡       | 云南省   | 保山市     | 隆阳区           |
| 郭大寨彝族白族乡     | 云南省   | 临沧市     | 凤庆县           |
| 阴底彝族苗族白族乡   | 贵州省   | 毕节地区   | 毕节市           |
| 千溪彝族苗族白族乡   | 贵州省   | 毕节地区   | 毕节市           |
| 响水白族彝族仡佬族乡 | 贵州省   | 毕节地区   | 大方县           |
| 三元彝族苗族白族乡   | 贵州省   | 毕节地区   | 大方县           |
| 普底彝族苗族白族乡   | 贵州省   | 毕节地区   | 大方县           |
| 核桃彝族白族乡       | 贵州省   | 毕节地区   | 大方县           |
| 绿化白族彝族乡       | 贵州省   | 毕节地区   | 黔西县           |
| 三甲白族苗族乡       | 贵州省   | 毕节地区   | 织金县           |
| 厍东关彝族白族苗族乡 | 贵州省   | 毕节地区   | 纳雍县           |
| 昆寨乡苗族彝族白族乡 | 贵州省   | 毕节地区   | 纳雍县           |
| 松林坡白族彝族苗族乡 | 贵州省   | 毕节地区   | 赫章县           |
| 旧营白族彝族苗族乡   | 贵州省   | 六盘水市   | 盘县             |
| 羊场布依族白族苗族乡 | 贵州省   | 六盘水市   | 盘县             |
| 龙场苗族白族彝族乡   | 贵州省   | 六盘水市   | 水城县           |
| 营盘苗族彝族白族乡   | 贵州省   | 六盘水市   | 水城县           |
| 芙蓉桥白族乡         | 湖南省   | 张家界市   | 桑植县           |
| 洪家关白族乡         | 湖南省   | 张家界市   | 桑植县           |
| 淋溪河白族乡         | 湖南省   | 张家界市   | 桑植县           |
| 刘家坪白族乡         | 湖南省   | 张家界市   | 桑植县           |
| 马合口白族乡         | 湖南省   | 张家界市   | 桑植县           |
| 麦地坪白族乡         | 湖南省   | 张家界市   | 桑植县           |
| 走马坪白族乡         | 湖南省   | 张家界市   | 桑植县           |
| 铁炉白族乡           | 湖北省   | 恩施州     | 鹤峰县           |

### 各地白族人口分布
| 位次 | 地区         | 总人口        | 白族人口  | 占白族 人口比重（%） | 占地区少数民族 人口比重（%） | 占地区 人口比重（%） |
|      | 合计         | 1,245,110,826 | 1,861,895 | 100                  | 1.767                        | 0.150                |
|      | 31个省份合计 | 1,242,612,226 | 1,858,063 | 99.794               | 1.766                        | 0.150                |
| 1    | 云南         | 42,360,089    | 1,505,644 | 80.866               | 10.634                       | 3.554                |
| 2    | 贵州         | 35,247,695    | 187,362   | 10.063               | 1.405                        | 0.532                |
| 3    | 湖南         | 63,274,173    | 125,597   | 6.746                | 1.959                        | 0.198                |
| 4    | 四川         | 82,348,296    | 7,335     | 0.394                | 0.178                        | 0.009                |
| 5    | 湖北         | 59,508,870    | 7,173     | 0.385                | 0.276                        | 0.012                |
| 6    | 广东         | 85,225,007    | 5,905     | 0.317                | 0.465                        | 0.007                |
| 7    | 浙江         | 45,930,651    | 2,659     | 0.143                | 0.673                        | 0.006                |
| 8    | 山东         | 89,971,789    | 2,405     | 0.129                | 0.380                        | 0.003                |
| 9    | 江苏         | 73,043,577    | 2,300     | 0.124                | 0.885                        | 0.003                |
| 10   | 北京         | 13,569,194    | 1,554     | 0.083                | 0.265                        | 0.011                |
| 11   | 重庆         | 30,512,763    | 1,140     | 0.061                | 0.058                        | 0.004                |
| 12   | 河北         | 66,684,419    | 946       | 0.051                | 0.033                        | 0.001                |
| 13   | 河南         | 91,236,854    | 946       | 0.051                | 0.083                        | 0.001                |
| 14   | 广西         | 43,854,538    | 831       | 0.045                | 0.005                        | 0.002                |
| 15   | 安徽         | 58,999,948    | 761       | 0.041                | 0.191                        | 0.001                |
| 16   | 西藏         | 2,616,329     | 722       | 0.039                | 0.029                        | 0.028                |
| 17   | 福建         | 34,097,947    | 608       | 0.033                | 0.104                        | 0.002                |
| 18   | 上海         | 16,407,734    | 506       | 0.027                | 0.487                        | 0.003                |
| 19   | 辽宁         | 41,824,412    | 449       | 0.024                | 0.007                        | 0.001                |
| 20   | 新疆         | 18,459,511    | 409       | 0.022                | 0.004                        | 0.002                |
| 21   | 山西         | 32,471,242    | 353       | 0.019                | 0.342                        | 0.001                |
| 22   | 陕西         | 35,365,072    | 338       | 0.018                | 0.192                        | 0.001                |
| 23   | 江西         | 40,397,598    | 337       | 0.018                | 0.268                        | 0.001                |
| 24   | 吉林         | 26,802,191    | 298       | 0.016                | 0.012                        | 0.001                |
| 25   | 黑龙江       | 36,237,576    | 278       | 0.015                | 0.016                        | 0.001                |
| 26   | 甘肃         | 25,124,282    | 272       | 0.015                | 0.012                        | 0.001                |
| 27   | 内蒙         | 23,323,347    | 248       | 0.013                | 0.005                        | 0.001                |
| 28   | 青海         | 4,822,963     | 242       | 0.013                | 0.011                        | 0.005                |
| 29   | 海南         | 7,559,035     | 222       | 0.012                | 0.017                        | 0.003                |
| 30   | 天津         | 9,848,731     | 184       | 0.010                | 0.069                        | 0.002                |
| 31   | 宁夏         | 5,486,393     | 39        | 0.002                | 0.002                        | 0.001                |
|      | 现役军人     | 2,504,022     | 3,832     | 0.206                | 3.27                         | 0.153                |

## 語文
白族有自己的語言白語。大约124万居民操本族语言（占民族人口总数约68％），通用汉语文。

### 語言
白語介乎藏缅语及漢語之間，一般將其歸類入属汉藏语系藏缅语族彝語支。但由於其基本詞語大都是漢語借詞，所以有學者認為白語其實並非彝語的分支，而應該是漢語的分支。另外，亦有少数西方學者根据基本语序的类似認為白語與緬甸的克倫族的克倫語很相近。白语词存在从汉语借用以及同源两方面的造成的相似性。很多基本词都被汉语所替换，所以造成谱系分类学上的困难。

### 文字
白族在历史上曾经仿造汉字创制过方块白文，并用方块白文编撰过大量的书籍。云南历史上著名的史书《白古通记》原本即用白文写成，后经四川人杨慎翻译为汉文流传至今。元末明初傅友德、沐英在云南对白族文化实行残酷的文化灭绝政策，焚毁了所有官方和民间的藏书，以致于后世无法系统了解当时的历史和文字系统。从此白文基本上灭绝。流传于民间的白曲歌谱尚用汉字白读的方法来记录白语唱词，但是因为缺乏系统性和统一性而不能流传到其他领域。
1955年参照汉语拼音方案发明了以拉丁字母为基础的拼音白文。经过1992年的修订现在基本已经成形。白文书籍在部分地区流传，但由于许多白族知识分子的民族意识淡漠而没有得到足够的重视和支持。

## 民俗

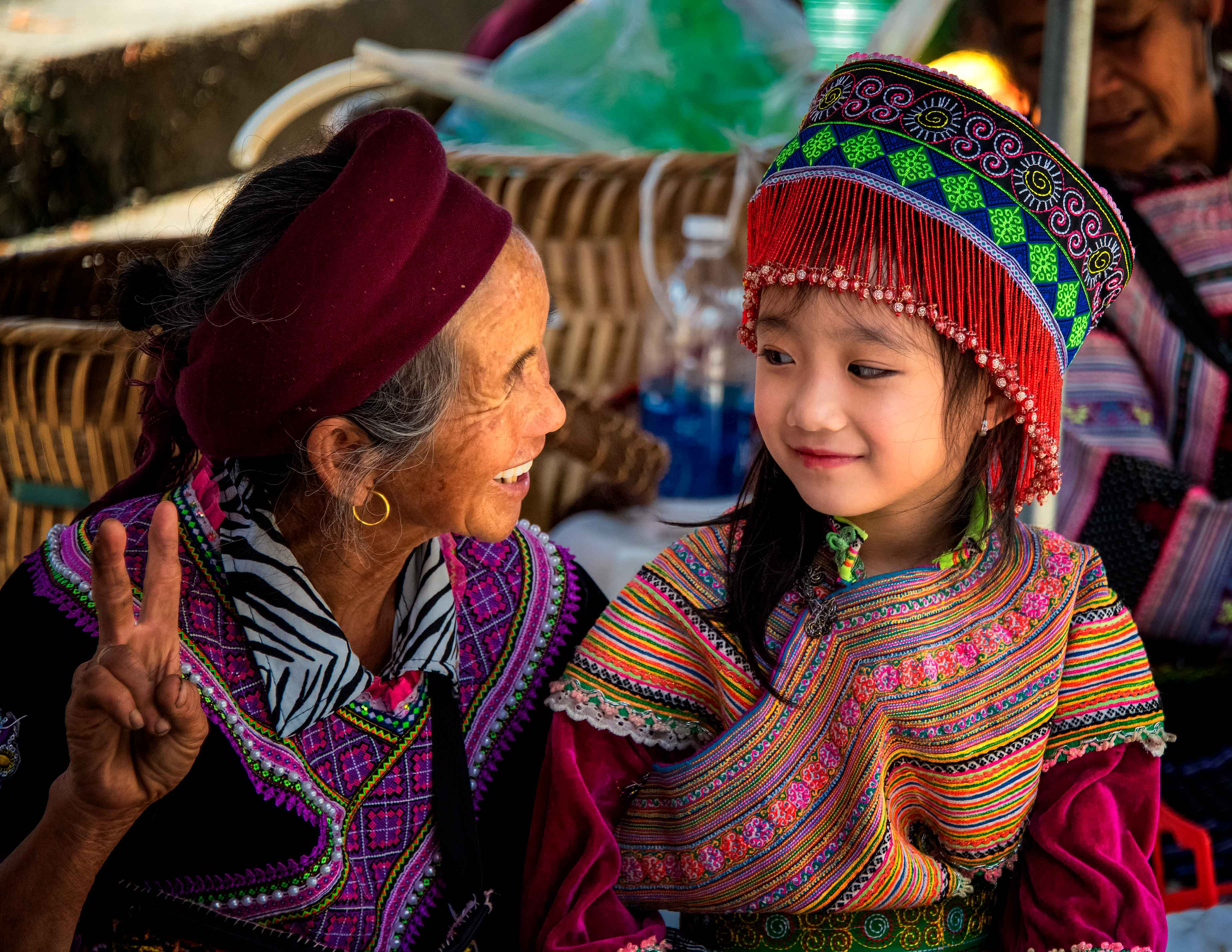
身穿白族传统服饰的老妪和女童

### 饮食
- 坝区白族主食为大米，山区白族多食粗粮，比如玉米、荞麦。
- 口味偏川味，嗜酸辣。
- 小吃比较多样，有米线、饵丝、饵块、冰粉、凉虾、卷粉、碗豆粉（凉、热）等，其中米线、饵丝和饵块，各地又有不同做法和吃法。
- 有养牛和养山羊的传统，食物中乳制品较多。利用牛奶、羊奶生产黄油和类似奶酪的食品乳扇和乳饼。
- 有饮茶习俗、迎客时用三道茶。
- 白族有通过腌制、风干保存食品的习俗。饮食中包含大量腌、腊、干食品。比如腌猪肠（猪肝醡）（deip ganl tvnl）、腌梅（有雕梅、苏裹梅、炖梅等）（sul god meil）、腌梨（zvx xiop xuil lil）、腊肉、腊肠、鱼干、霉干菜、干蚕豆叶、干青菜、干豆腐皮（ganl lanl zix）豆豉、面酱、酸腌菜（过年要腌制五花腌菜）。
- 在大理、洱源等地的白族有吃“生皮”的习俗，即生的猪皮和猪肉。《徐霞客游记》中也曾提到过。做法是将猪宰杀后用稻草烧去猪毛，然后开膛、清洗，将肉、皮切碎，直接沾蘸水食用。当然，现在猪肉都是经过化验，才会拿去生吃，避免会吃进寄生虫。

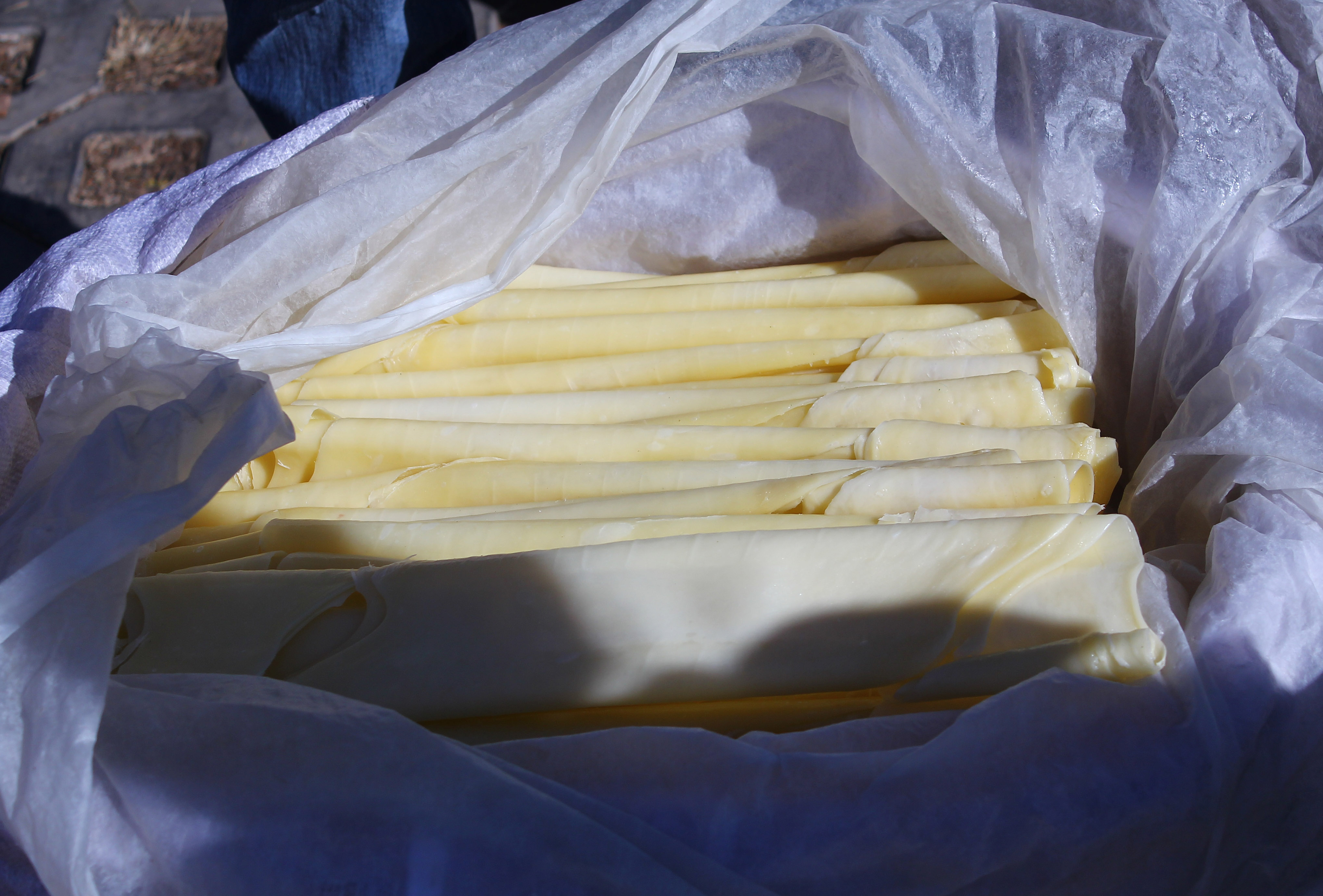
乳扇
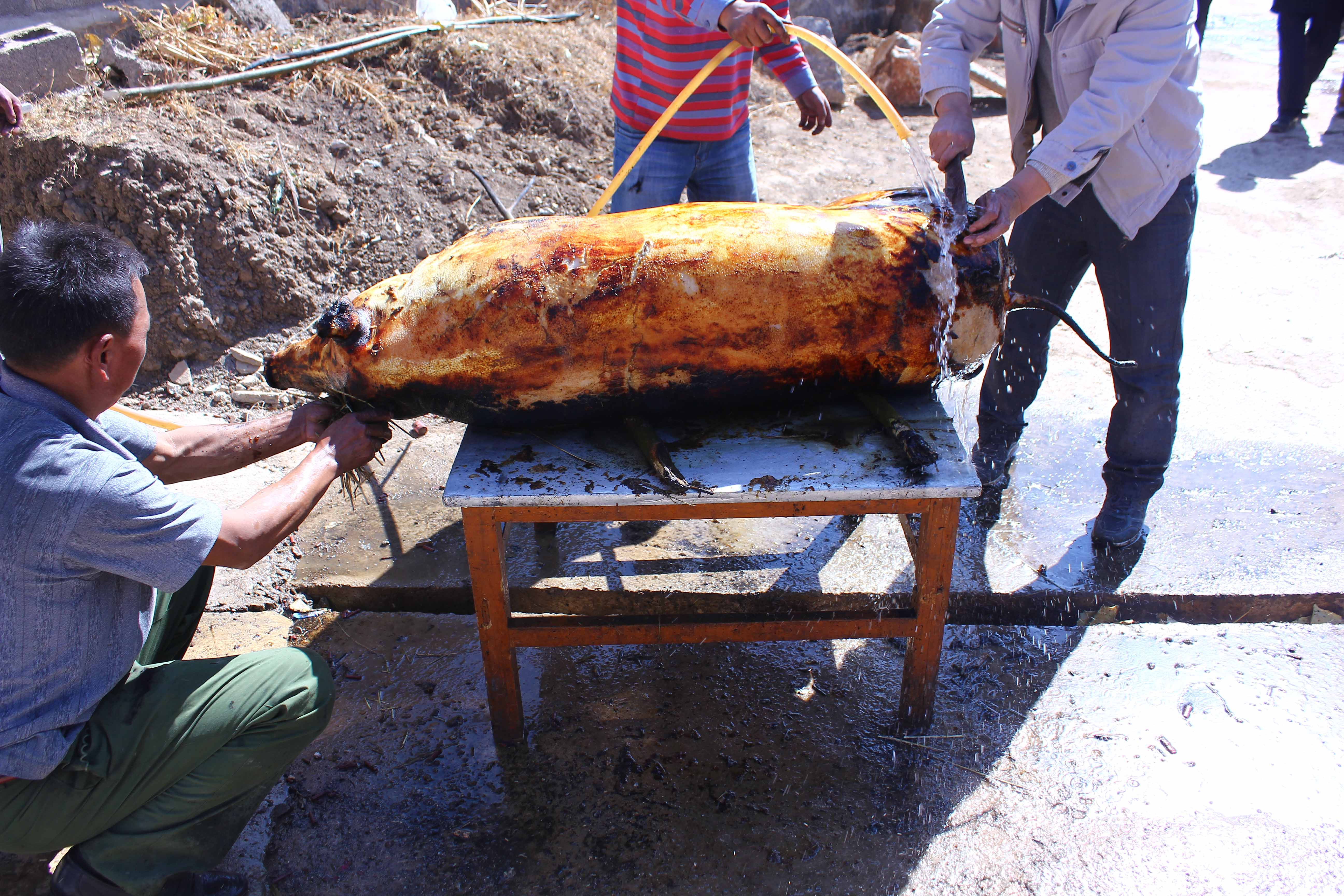
制作生猪肉，摄于2012年2月，洱源县
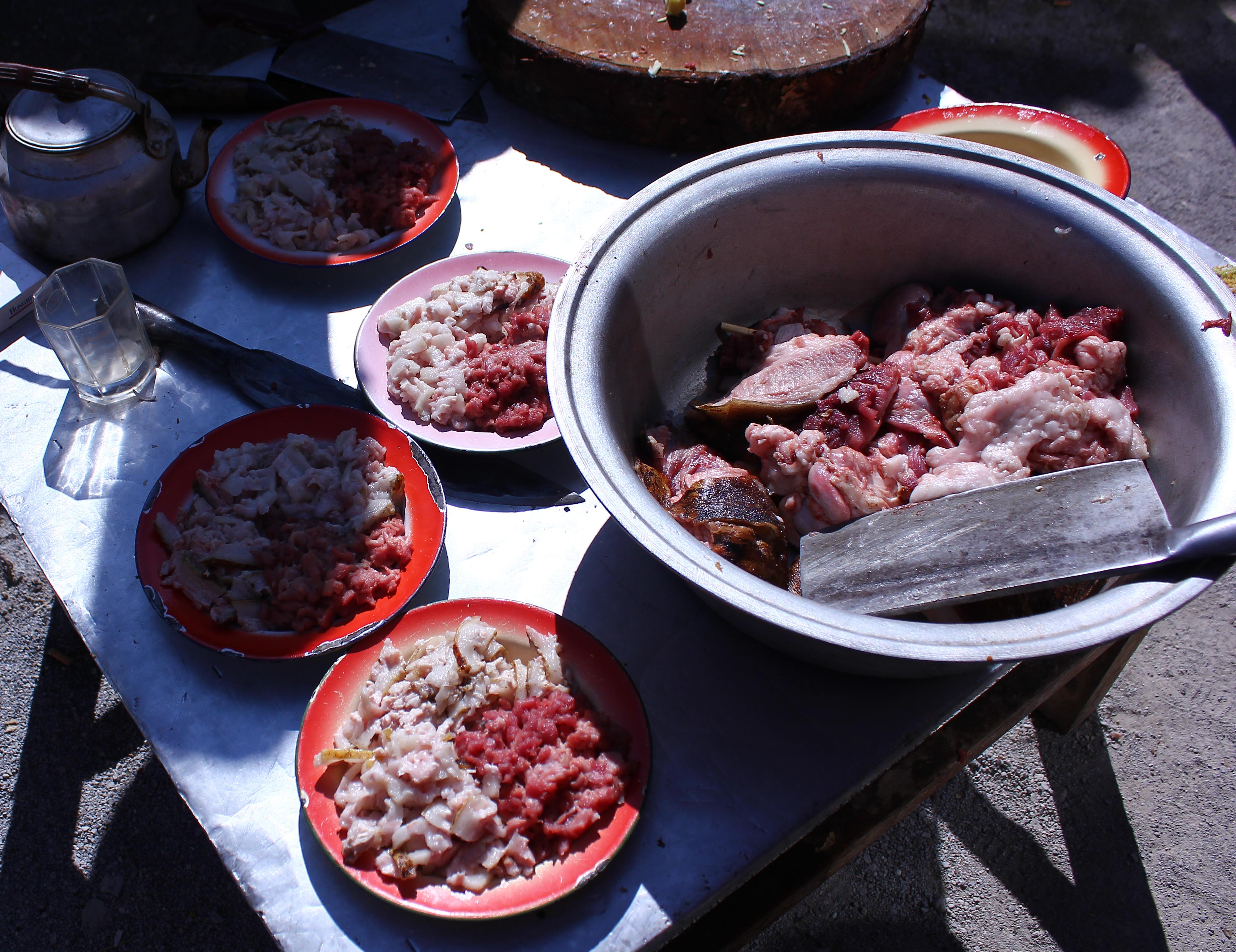
切好的生猪肉，摄于2012年2月，洱源县

### 节日
- 三月街
- 绕三灵
- 石宝山歌会
- 火把节

### 婚姻制度
实行一夫一妻制

#### 白族入赘婚俗
白族婚姻中有入赘的婚俗，入赘的男子不仅在社会上享有同不入赘的男子一样的地位，而且还受到邻里乡亲，女方家成员、亲友的尊重，并享有继承女方家财产的权利和赡养女方父母、照管年幼弟妹直到他们成长成人的责任，人们把这种人赘俗叫“上门”。有的白族人家还有意把儿子“嫁”出去，讨姑爷进门，故民间还有“打发儿子招姑爷”的俗话。男女在恋爱关系确定后，如果男子愿意到女方家上门，在征得双方父母同意后，定婚时，女方家把男子及男方家长辈亲友数人邀请到家，由女方家在宴请宾客时，长辈要当着众亲友的面为他改姓。从此他就随妻姓，不再使用原来的姓氏名字，并按女方家在家的排行定男子的排行。自此之后，男子结婚后在女方家成了一员，同辈人之间只能互相称兄弟，禁忌把入赘的男子称为“姐夫”、“妹夫”或“姑爷”。
入赘婚姻的子女的姓氏，由于父亲改姓，所以子女的姓氏继承父姓，表面上看是子女随母姓，实质上是随父姓，这是由入赘男子地位较高而决定的。而在亲戚称谓上，母系（父亲的后姓）为族内，父系（父亲的原姓）为族外，故与聘娶婚的相反。

### 取名
- 乳名
- 抢名、讨名[來源請求]
- 学名

### 丧葬
明朝以前白族同周围民族一样普遍使用火葬。明朝中叶以后白族被迫改为土葬。

## 文化艺术

### 建筑

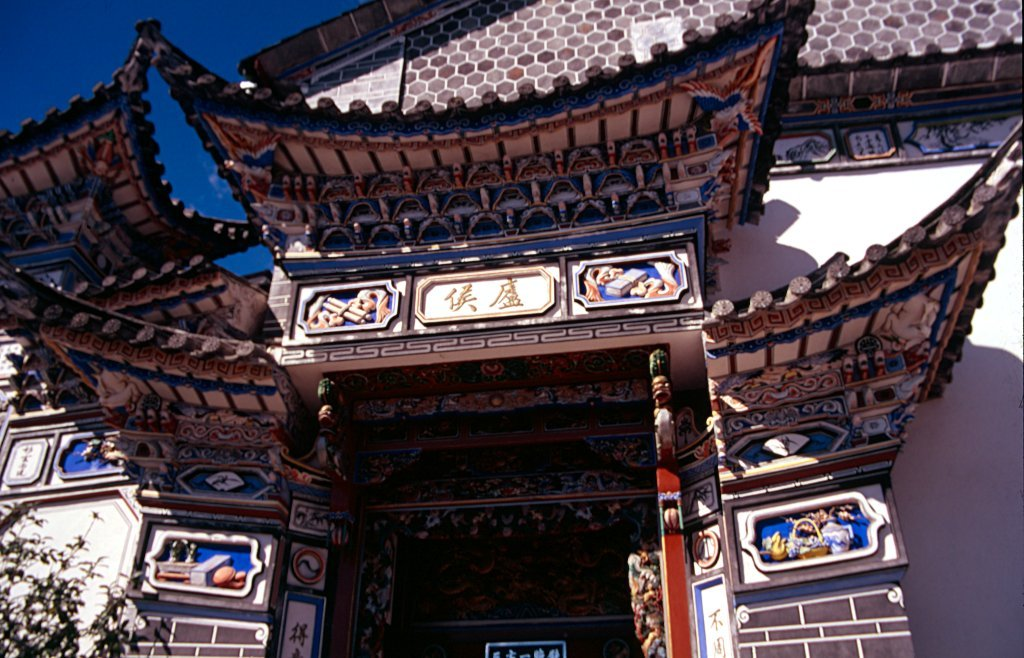
洱海附近的白族建筑

白族民居多為庭院建筑群，依經濟狀況，有“兩房一耳”、“三坊一照壁”、“四合五天井”等格局。白族人擅长木雕，建筑上使用很多木雕修饰，特別講究門樓的裝飾性。大宅多建有檐角上翹、斗拱重疊并具彩繪的精美門樓。

### 文藝
白族歌曲分为“曲 kv”和“调 dia”“腔”三类。曲类似于京剧，唱腔比较固定，缺乏变化，常用于对歌。调类似于民歌，唱词和曲调因歌而异。最享有盛名的为《泥鳅调》（seit qiainl ngvl dia），有曲母之称。腔主要是由内地传入的吹吹腔。无论曲还是调都喜欢用山花体格率，即“七七七五”式。白族传统上喜欢用曲对歌。剑川有著名的一年一度的“石宝山歌会”，歌会起源于南诏时期。白族对歌都是即兴的表演，遵从格律，但不适合流传。也不容易通俗化。相比于曲，调比较容易流行。
白族音乐比较发达，与宗教联系密切，并受中原传统影响很深。
舞蹈，白语称“跳舞”为dap go [IPA tɑ42 ko44]，白族民家人的舞蹈形式并不丰富。著名的有“霸王鞭”、，是一种带娱乐性质的集体群舞，不适合舞台表演。在农村节日人们除了打"霸王鞭"还会耍“板凳龙”、跳“草帽舞”等。白族拉玛人的代表性歌舞称为“开益”（kaix niif，[IPA kʰɛ33 ȵi35]）。勒墨人喜欢跳舞，每逢节日则跳舞狂欢数日。

## 宗教信仰
大理地区的白族民家人习俗跟传统汉族大致相同。文化上受佛教、本主教、道教和儒教影响较深。尊重知识，重视教育；尊老尊师爱幼。

### 佛教
历史上白族是一个全民信佛的民族，是云南除了滇西北藏族以外最早信佛的民族。白民族的性格也受佛教影响极大极深。 早在8世纪佛教就已经传入白族当中。南诏王阁罗凤的弟弟阁陂就是一个佛教徒。元朝李京著《云南志略》记载：
佛敎甚盛。戒律精嚴者名得道，俗甚重之。有家室者名師僧，敎童子，多讀佛書，少知六經者；段氏而上，選官置吏皆出此。民俗，家無貧富皆有佛堂，旦夕擊鼓(恭)［參］禮，少長手不釋念珠，一歲之中，齋戒幾半。諸種蠻夷剛愎嗜殺，骨肉之間一言不合，則白刃相剸；不知事神佛，若梟獍然。惟白人事佛甚謹，故殺心差少。由是言之，佛法之設，其於異俗亦自有益。
由此记载可见当时白族全民信佛的盛况。云南的傣族是从明朝才开始信佛。
白族人最早信奉的佛教是大乘密宗佛教。由印度僧人赞陀崛多（Candra Gupta，月护）传入。与白族文化结合形成了特殊的佛教流派：阿吒力派（滇密），和缅甸阿利僧派同源。阿吒力一词是梵文阿闍梨的音译，意思为导师，僧人的白语尊称为Svl Zix Bol，在民间享有崇高的声望和地位。阿吒力派信奉阿嵯耶观音。
白族的阿吒力佛教在明初被礼遇过。当时明朝在云南设有阿吒力纲司，专门管理阿吒力佛教。但是密宗僧人历史上数次受战乱和造反牵连。吴三桂“三藩之乱”以后，被清朝旗帜鲜明地打压了下去。以後，白族的佛教信仰在明清被强行用汉传显宗置换。现代的阿吒力教主要活动中心在云南剑川，呈衰落状态。显宗和尚在白族民间被蔑称为Gonp Ded Bol。
佛教信仰在勒墨人中不存在，但他们祭拜一个以佛菩萨为原型的鬼：大维摩鬼。
拉玛人地缘上离民家近。受民家人的影响，拉玛人也有信佛的。
20世紀是大理國寫本佛經的集中發現時期，崇聖寺千尋塔、鳳儀北湯天法藏寺、崇聖寺三塔、下關佛图寺塔陸續有發現，其中包括《金剛經》、《妙法蓮華經》、 《大般若經》、《維摩詰經》、《無垢淨光大陀羅尼經》、《自心印陀羅尼法》 等等。
《護國司南抄》是這批寫經中對良賁《仁王經疏》的註釋類書籍，其中全是漢地佛教的內容，證明漢地佛教也是構成南詔佛教的重要成份之一。周泳先提出寫經中存在白文的觀點， 關於大理國寫經中是否存在白文的問題，在學者間並未達到共識。多數學者認為有，但楊延福、侯冲等學者否定。侯冲認為《護國司南抄》不存在白文，那些是以一些字的偏旁部首作註釋之用。

### 道教
道教传入白族比较早，但一直处于边缘地位。在晚近佛教信仰被淡化的情况下有所兴盛。常常和佛教信仰混杂。比如剑川白族传统节日“二月八太子会”盛典，佛教徒和道教徒都参与。

### 本主教
白族的本土宗教是本主教。本主教本质上是一种原始的万物崇拜宗教。“本主”一词的含义是“本境土主”。白语称“ngel zex ”（字面义：我的主人），另称有ddaot baol。
白族村寨几乎都建有本主庙。庙内供奉泥塑或木雕的本主神像。据1990年统计，大理白族自治州境内共有本主庙986座。 
白族的“本主”是“人神兼备”的护卫神， 渗入了祖先崇拜、英雄崇拜。本主作为神没有固定的身份和形象。很多本主是神话、传说、历史中的著名人物。有的本主是老虎。比如老君山的神叫“老君景帝”
还有的本主是白族的敌人，比如下关将军洞祭拜的本主是公元754年唐与南诏战争中丧生的唐将李宓.这种现象与白族古老信仰中的“祭恶”习俗有关。
白族本主是单个神祇，但大多也有谱系可寻。各地或各个村寨本主庙内都塑有自己的本主神。也有的几个村寨甚至几十个村寨共同信奉一个本主。本主管的对象也不同，有管“阴间”和人间大小事务的，有管人间疾病的，有管牲畜的，等等。每年有两次按一套固定仪式祭祀本主的庙会。一次是春节期间迎送本主，另一次是庆祝本主诞辰或忌日。有祭祀礼仪和《本主经》，还有一套清规戒律和道德规范。要求人们忠于国家、孝敬父母长辈、尊老爱幼、勤俭劳动、不做坏事等。 
勒墨人不拜本主。

### 原始巫教
白族在外来宗教的冲击下，仍然保留了很多古白族的原始信仰。尤其以怒江勒墨白族保留的最多。怒江勒墨白族保留的宗教叫朵兮教。勒墨人的祭师叫朵兮博（ddaot xil dol），白语意为“大祭司”。朵兮崇拜是白族最古老的精神生活之一。即便在佛教盛行的地区也存在朵西活动，包括大理、剑川地区。勒墨人不信本主，不信佛教。他们认为人生受各种鬼支配，因而比较消极厌世。勒墨人的生活是围绕着各种禁忌和敬鬼的仪式来展开的。在怒江八个世居民族中，勒墨白族是唯一不信基督的民族。这个现象被人称为奇观。

### 基督宗教
白族信仰基督宗教的人不多。大理有基督教堂。

### 伊斯兰教
白族人不信仰伊斯兰教。
有部分大理的回族人以白语为母语，即“白回”，主要分布在大理地区洱源县邓川坝子的士庞、鸡鸣、三枚三村，剑川县的桑岭、西凤村，人数约9800人。他们严格遵循穆斯林的生活习惯，而在住房建筑的形式、风格上，则是白族传统与伊斯兰特色相结合。

## 社会发展

### 1949年前
- 大理：经济相对发达。喜洲当年有很多著名的商会和国际马帮贸易组织。
- 碧江: 处在带有奴隶社会性质的土司统治状态；土司自己家里拥有奴隶。社会发展低下。
- 其他：普通的封建社会。

### 1949年后
与云南汉区发展程度大抵相同。